# Agriocnemis pieris
Agriocnemis pieris là một loài chuồn chuồn kim trong họ Coenagrionidae.
Loài này được xếp vào nhóm Loài ít quan tâm trong sách Đỏ của IUCN năm 2010.
Agriocnemis pieris được Laidlaw miêu tả khoa học năm 1919.

## Hình ảnh

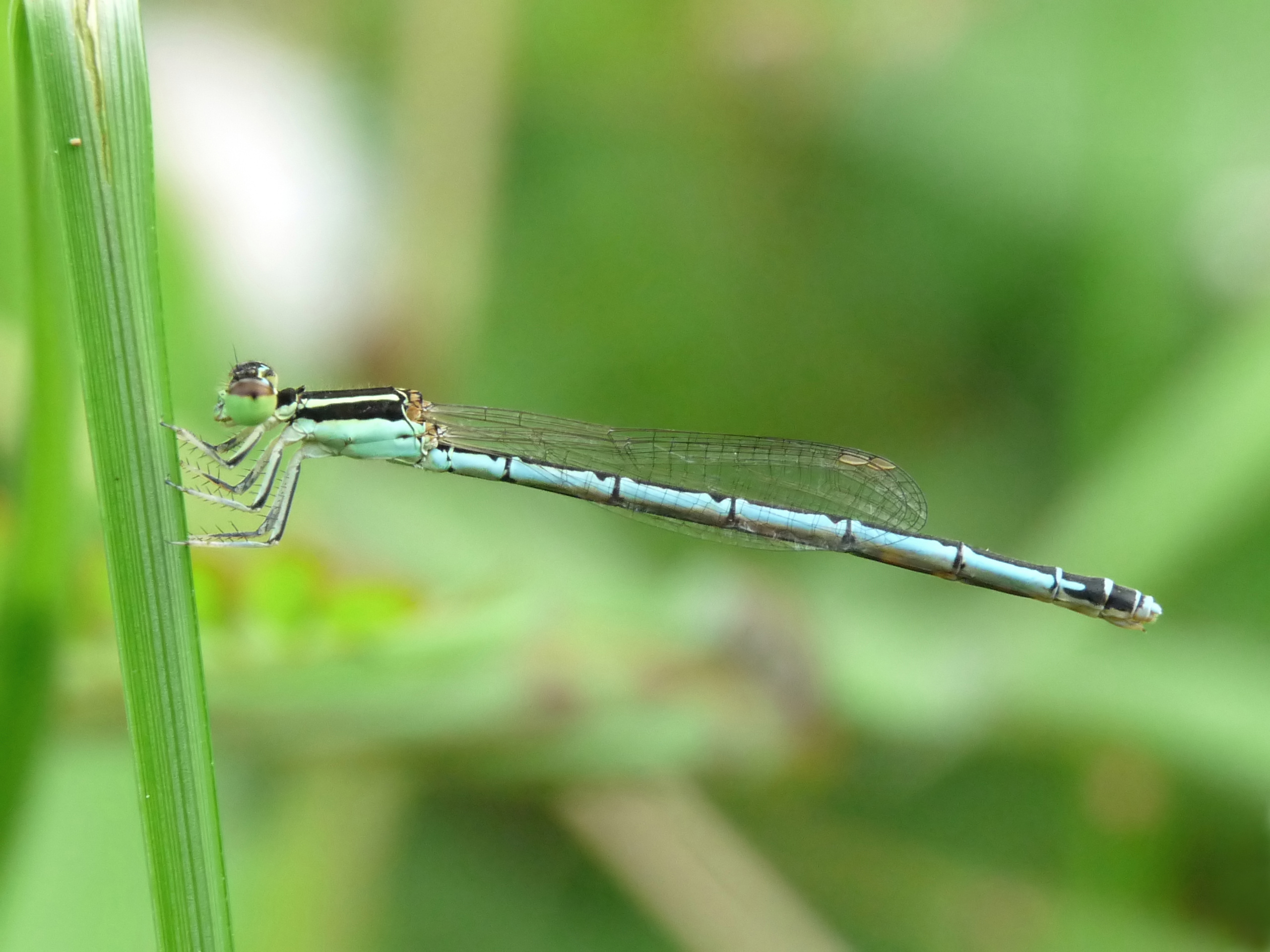
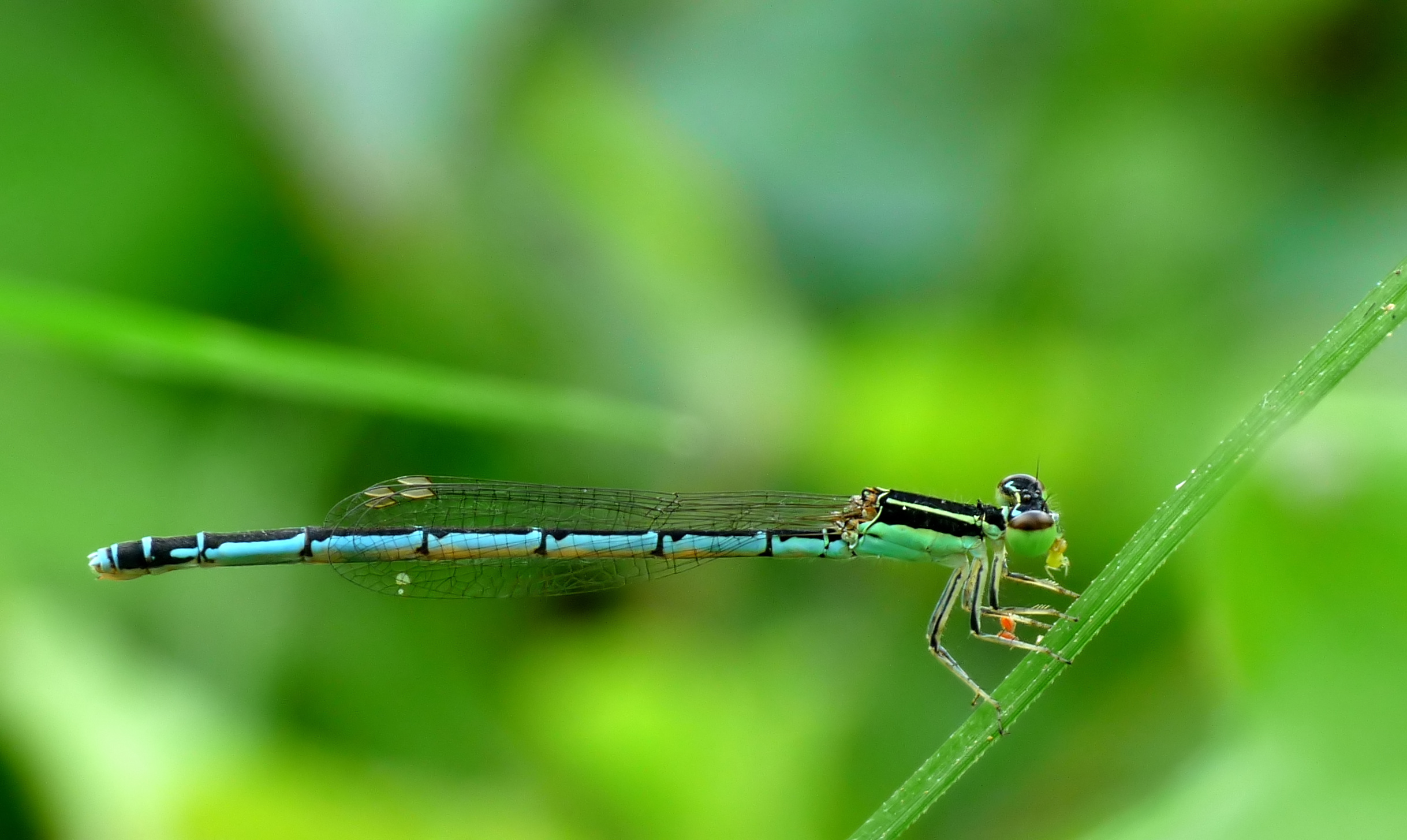
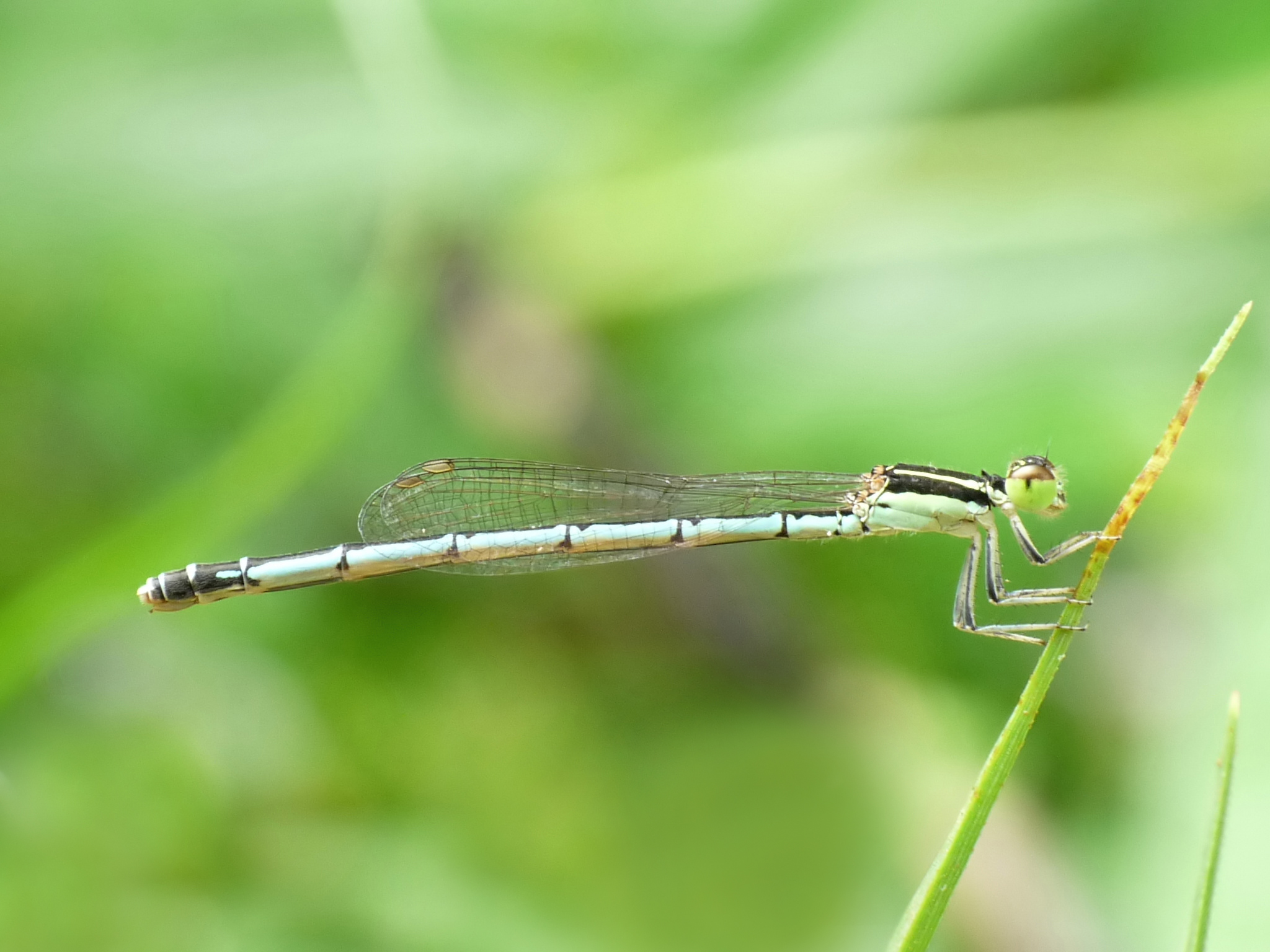
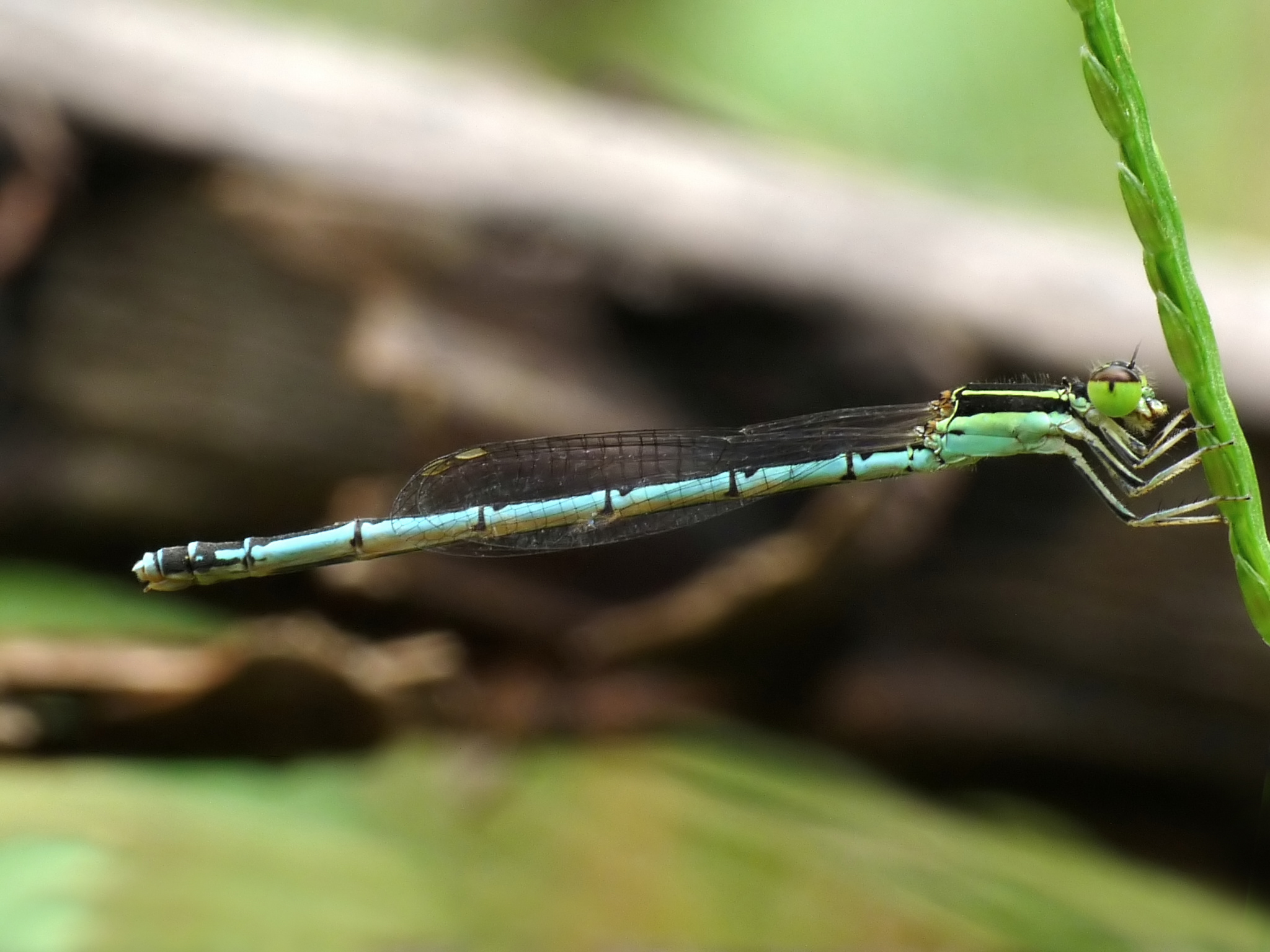